# Менсия (виноград)
Менсия, известный так же как Жаен или Хаэн, — сорт винограда, распространённый преимущественно в северо-западной части Испании. Плантации занимают более 9100 гектар и расположены в основном в винодельческих регионах Бьерсо (исп.), Рибейра-Сакра (исп.), Вальдеоррас (исп.) и Монтеррей (исп.).
Большинство вин производимых из менсии — традиционно лёгкие, ароматные красные вина. Такой стиль вина стал результатом пост-филлоксерных плантаций на пригодных землях, которые давали большой урожай, но слабые вина. В недавние годы гораздо более концентрированные и сложные вина производятся новым поколением виноделов, преимущественно из старых лоз растущих на склонах, часто на сланцевых почвах, в сочетании с бережным уходом за виноградником. Это привело к возрастанию интереса к менсии и винодельческим регионам, культивирующим его, — Бьерсо, Рибейра-Сакра, Вальдеоррас, Монтеррей и малоизвестная Льебана (исп.).
Начиная с 1990-х годов популярность менсии как сорта растёт и увеличивается количество испанских виноделов, работающих с ним.

## Происхождение
Длительное время считалось, на основе сходства ароматики и органолептических свойств, что менсия является древним клоном каберне-франа, однако исследования ДНК это опровергли. Анализ ДНК, проведённый Департаментом ботаники Мадридского политехнического университета, показал что менсия идентичен португальскому сорту Жаен до Дао (или просто Жаен). Позднее, также при помощи анализа ДНК было установлено, что менсия происходит из Португалии и является результатом скрещивания сортов альфрохейро (англ.) и паторра, — двух красных сортов возделываемых в португальских винодельческих регионах Дан (порт.) и Дору (порт.), соответственно..

## Синонимы
Сорт менсия известен под названиями: Fernao Pires Tinta, Giao, Jaen, Loureiro Tinto, Mencin, Negra, Negro, Mencia Roble, Tinto Mencia и Tinto Mollar.
В Леоне менсия также известен как Jaén colorado. При этом не надо его путать с Jaén blanco (англ.) или Jaén rosado (варианты сорта Cayetana) и с Jaén tinto из Уэльвы.